# De klok (hoorspel)
De klok is een hoorspel van Elleston Trevor. Het werd vertaald door Annie den Hertog-Pothoff. De AVRO zond het uit op donderdag 25 november 1965. De regisseur was Dick van Putten. De uitzending duurde 60 minuten.

## Rolbezetting
- Wam Heskes (de klok)
- Louis de Bree (Abraham Tanner)
- Leo de Hartogh (Piers Robert Lang)
- Eva Janssen (Barbara Lang, zijn vrouw)
- Hans Veerman (Kendrick Scott)
- Jacques Snoek (inspecteur Mantis)
- Tonny Foletta (Brady)
- Joke Hagelen (Dora)
- Jo Vischer sr. (controleur & Webb)

## Inhoud
In het leven zijn de klok en de tijd allesbeheersende factoren. Een klok kan vele gezichten en wijzers hebben, maar kan niet denken, niet liegen, alleen maar registreren. Zoals bij het sterven van de oude Abraham Tanner, een man die fortuin in zijn leven had gemaakt, maar eenvoudig leefde. Op een avond werd de oom van Piers Lang in zijn aanwezigheid neergeslagen en even vóór tien uur door een bus aangereden. Op die vreemde avond registreerde de klok dat Abraham Tanner tweemaal was gestorven. Was Abrahams ongeluk werkelijk een ongeluk? Inspecteur Mantis - de man met de gele roos - zal het onderzoek leiden. Piers Lang, de enige erfgenaam, wordt ondervraagd. Hij was echter in Londen en eerst laat thuis. Ook zijn vrouw en Barbara, het dienstmeisje, worden aan de tand gevoeld. Dora zat in  de bus en had het ongeluk zien gebeuren. Abraham Tanner werd door de bus geraakt, maar deze doodde hem niet omdat hij op het uur van de aanrijding reeds twee uur dood was! Wie heeft Abraham Tanner vermoord? Hoe kwam het, dat het scheen dat hij de weg overstak? Als iemand hem voor de bus duwde, was dat dan ook de moordenaar? De klok heeft de moord geregistreerd en wijst ten slotte de moordenaar aan. Want de klok heeft altijd gelijk!